# 李鴻賓 (1767年)
李鴻賓（1767年—1846年），字象山，号鹿苹，江西德化县人，清朝官員。

## 生平
乾隆五十七年（1792年）鄉試中举，嘉慶六年（1801年）中三甲第一百七十一名進士，选庶吉士，散館授檢討。嘉慶九年、十二年先后充雲南、贵州鄉試副考官，十三年（1808年）充湖南鄉試正考宫。後歷任山东道监察御史、广西道监察御史、吏科给事中、工科给事中。嘉庆十八年（1813年），巡視東漕。嘉庆十九年（1814年），授東河副總河。時微山湖蓄水盡涸，運河淤塞，會同吳璥治河。嘉庆二十年，擢河东河道总督。为母丁憂，署礼部右侍郎、兵部左侍郎。嘉慶二十三年（1818年），署广东巡抚。嘉慶二十四年（1819年），授漕运总督，復調河東河道總督。主张疏通泉水济运，参加睢州、仪封、马营坝决口堵复工程。嘉慶二十五年（1820年）初，管山东运河事务，兼署山东巡抚，專駐張秋。同年十二月授安徽巡抚。
道光元年（1821年）六月，复授漕运总督。二年（1822年）九月，改授湖广总督。改革湖广食盐销售制度。1826年6月22日－1832年9月14日期間，李鴻賓接替阮元擔任兩廣總督。任期镇压广东连州瑶变。上疏请求游民报垦广州、潮州各府州山场荒地，永不升科。
《清史稿·李鴻賓傳》記載，英商成功行賄李鴻賓，允许外人容阿华充当洋行，為英商輕視中國官吏之始。道光十二年（1832年），尚書禧恩等由湖南赴粵剿辦廣東連州瑤变，李鴻賓被遣戍烏魯木齊。道光十四年（1834年），釋還，担任編修。道光二十年（1840年），去世。

## 延伸阅读
[在维基数据编辑]
 《清史稿·卷366》，出自趙爾巽《清史稿》